# Grieg Hall
Grieg Hall (en noruec Grieghallen) és una sala de concerts de 1.500 butaques situada a la plaça d’Edvard Griegs a Bergen, Noruega.
Grieghallen va ser nomenat en honor del compositor nascut a Bergen, Edvard Grieg, que va exercir de director musical de l'Orquestra Filharmònica de Bergen des del 1880 fins al 1882. Serveix com a seu de l'Orquestra Filharmònica de Bergen. L'edifici va ser dissenyat en estil arquitectònic modernista per l'arquitecte danès Knud Munk. La construcció es va iniciar el 1967 i es va acabar el maig del 1978.

## Esdeveniments
Grieghallen s'utilitza cada any per a una sèrie de concerts, ballets i representacions d'òpera. La instal·lació compta amb música simfònica, coral, jazz i pop. També és un centre de conferències i exposicions. Grieghallen ha organitzat seminaris i conferències, així com congressos nacionals i internacionals.
Va acollir el Festival d’Eurovisió el 1986 i és l’amfitrió de la competició anual del Norwegian Brass Band Championship, que té lloc a mitjan hivern. L'estudi de gravació de la l'edifici també és conegut per la comunitat de black metal, ja que s'hi van gravar diversos àlbums de black metal noruecs molt populars, amb Eirik Hundvin com a tècnic de so.